# Dinamarca nos Jogos Olímpicos de Verão de 2004
A Dinamarca competiu nos Jogos Olímpicos de Verão de 2004, em Atenas, na Grécia.

## Desempenho

### Tiro com arco
| Atleta           | Evento               | Classificação | Classificação | Fase de 64               | Fase de 32                 | Oitavas de final       | Quartas de final       | Semifinais             | Final                  | Final       |
| Atleta           | Evento               | Escore        | Pos.          | Adversário e resultado   | Adversário e resultado     | Adversário e resultado | Adversário e resultado | Adversário e resultado | Adversário e resultado | Pos.        |
| ---------------- | -------------------- | ------------- | ------------- | ------------------------ | -------------------------- | ---------------------- | ---------------------- | ---------------------- | ---------------------- | ----------- |
| Hasse Pavia Lind | Individual masculino | 666           | 8º            | EGY Essam (57) V 158-110 | UKR Serdyuk (25) D 164-165 | Não avançou            | Não avançou            | Não avançou            | Não avançou            | Não avançou |